# کیسوپور دلهر
کیسوپور دلهر (به انگلیسی: Kasupur Dulhar) یک روستا در پاکستان است که در بخش سارگودها واقع شده‌است. کیسوپور دلهر ۱۹۰ متر بالاتر از سطح دریا واقع شده‌است.